# Graham-Paige

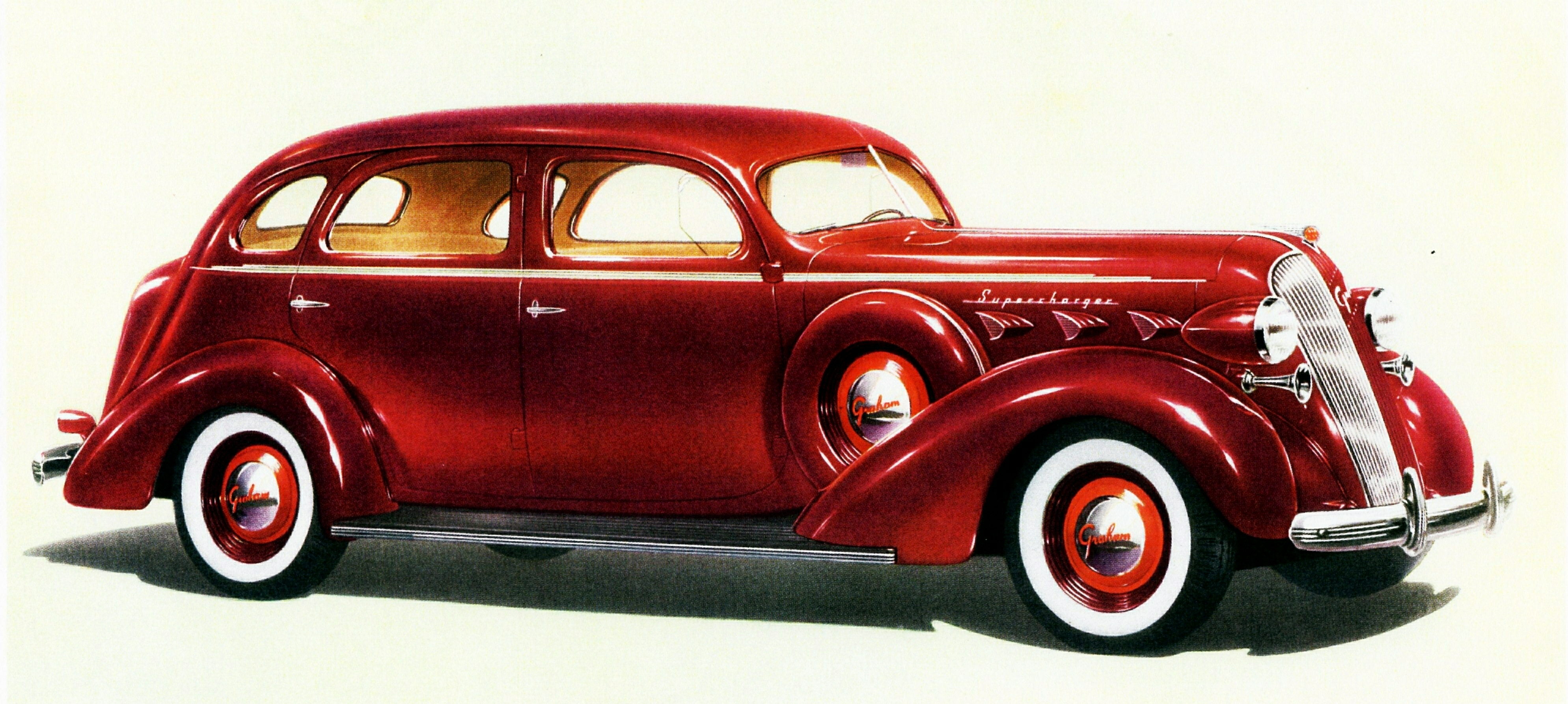
Graham Custom Series 120 Sobrealimentado cuatro puertas Sedán de 1937 (anuncio)

Graham-Paige fue un fabricante de automóviles estadounidense fundado en 1927 por los hermanos Joseph B. Graham (12 de septiembre de 1882-julio de 1970), Robert C. Graham (agosto de 1885-3 de octubre de 1967) y Ray A. Graham (28 de mayo de 1887-13 de agosto de 1932). La producción de automóviles cesó en 1940 y Kaiser-Frazer adquirió sus activos automotrices en 1947. Como entidad corporativa, el nombre de Graham-Paige continuó hasta 1962.

## Historia

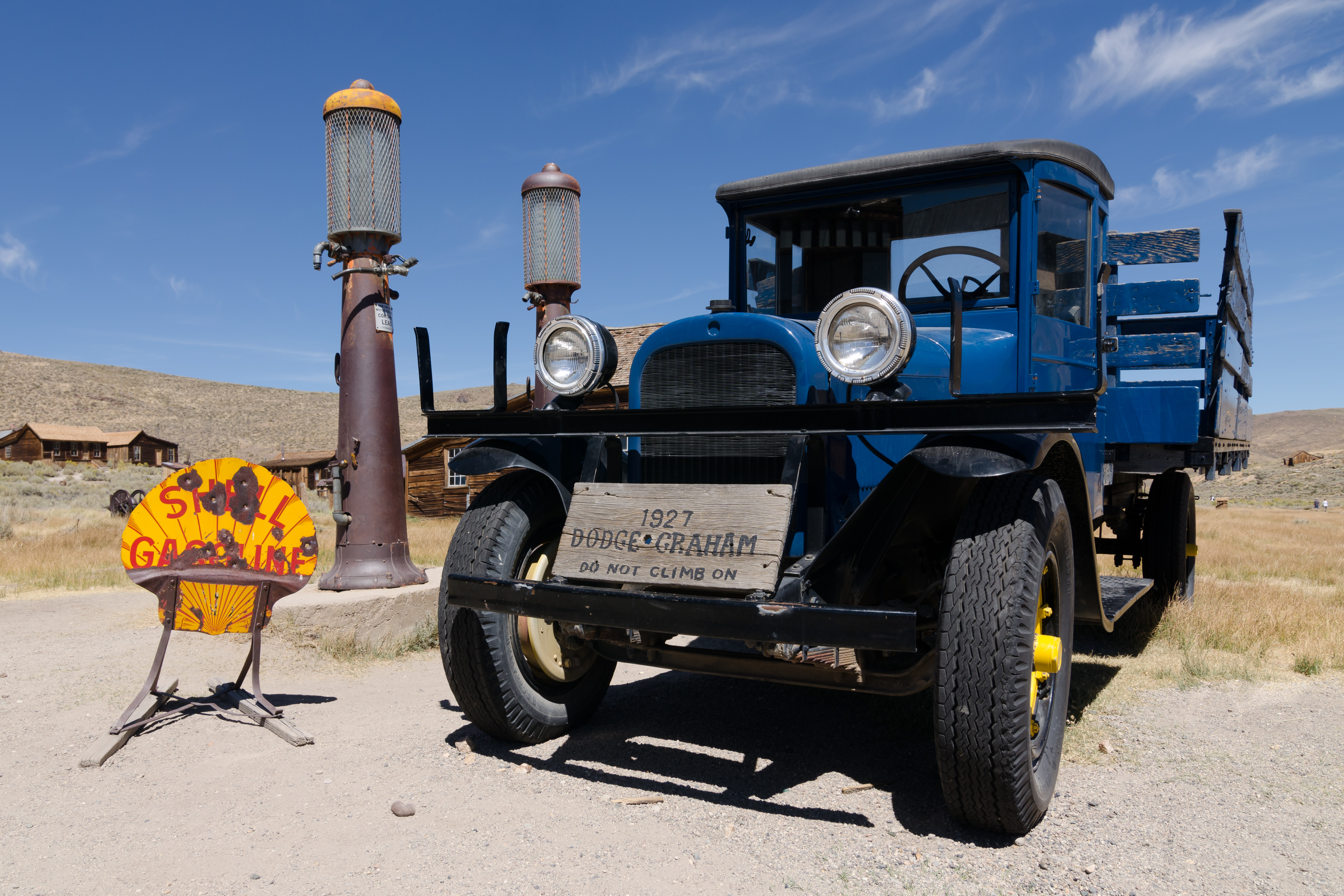
Camión Dodge Graham de 1927

### Hermanos Graham
Después de una participación exitosa en una empresa de fabricación de vidrio (finalmente vendida a Libbey Owens Ford), los hermanos Joseph B., Robert C. y Ray A. Graham comenzaron en 1919 a producir accesorios para modificar los Ford Modelo T y los en camiones TT. Eso llevó a los hermanos a construir sus propios camiones con motores de varios fabricantes y la marca Graham Brothers. Finalmente se decidieron por los motores Dodge, y pronto sus camionetas comenzaron a ser vendidas por los concesionarios de Dodge. Los Graham se expandieron desde sus inicios en Evansville (Indiana), abriendo plantas en 1922 en Meldrum Avenue en Detroit, Míchigan, de 13 000 pies cuadrados (1000 m²), y en 1925 en Cherokee Lane en Stockton (California). El mercado canadiense fue abastecido por la planta canadiense de Dodge, que compró la empresa de camiones Graham Brothers en 1925, con los tres hermanos Graham asumiendo puestos ejecutivos en Dodge.
La nueva línea de camiones de Graham para 1928 incluía cuatro modelos de cuatro cilindros que iban desde 1/2 a 1+1/2 de tonelada corta (450 a 1360 kg) y un modelo de 2 toneladas cortas (1814,4 kg) de seis cilindros, que usaba el mismo motor que el Senior Six de los hermanos Dodge, ligeramente modificado para utilizarse en los camiones. La marca Graham Brothers duró hasta 1929, cuando Chrysler se hizo cargo de Dodge en 1928.

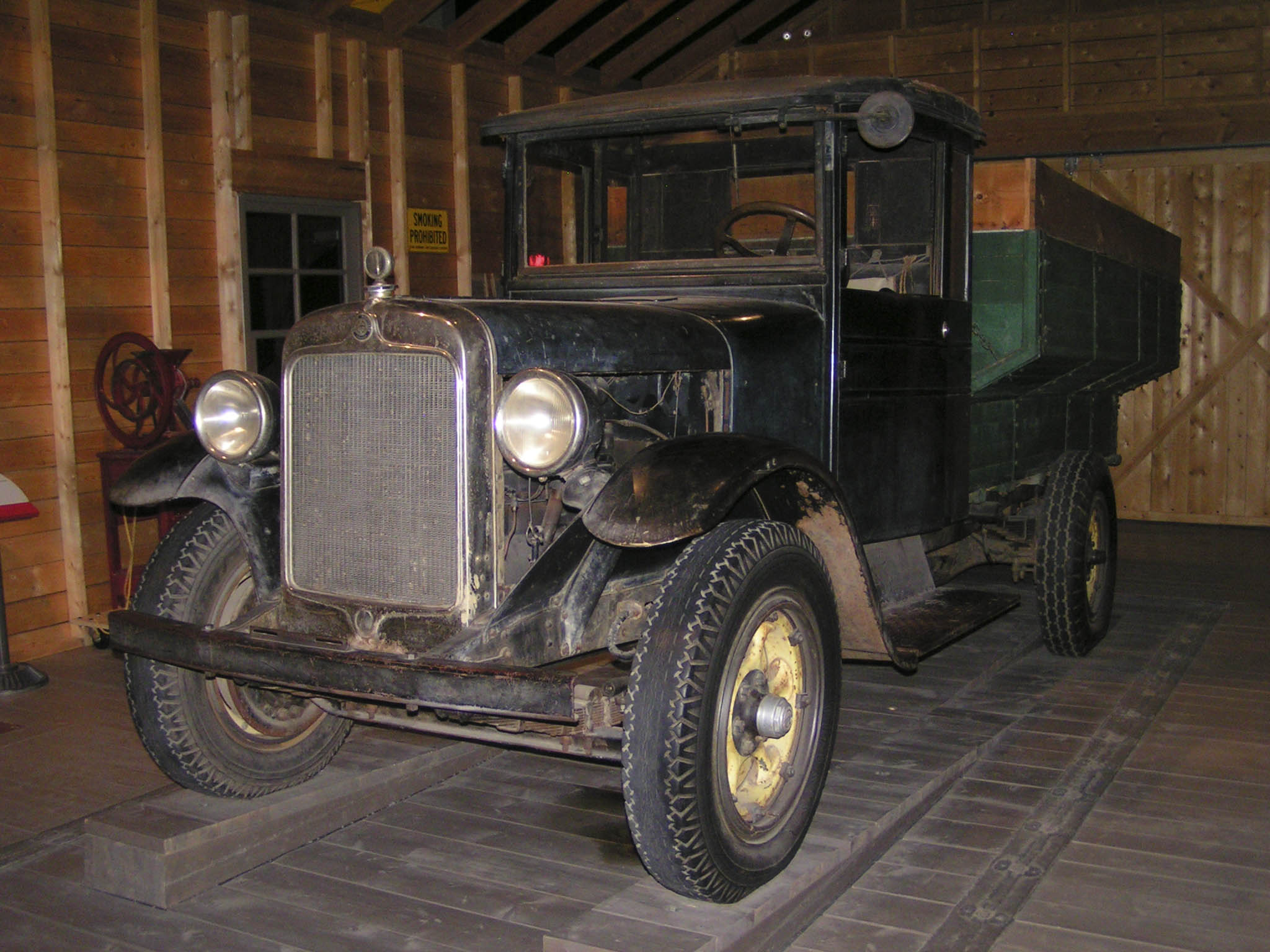
Camión Graham Brothers (1928)

### Graham-Paige

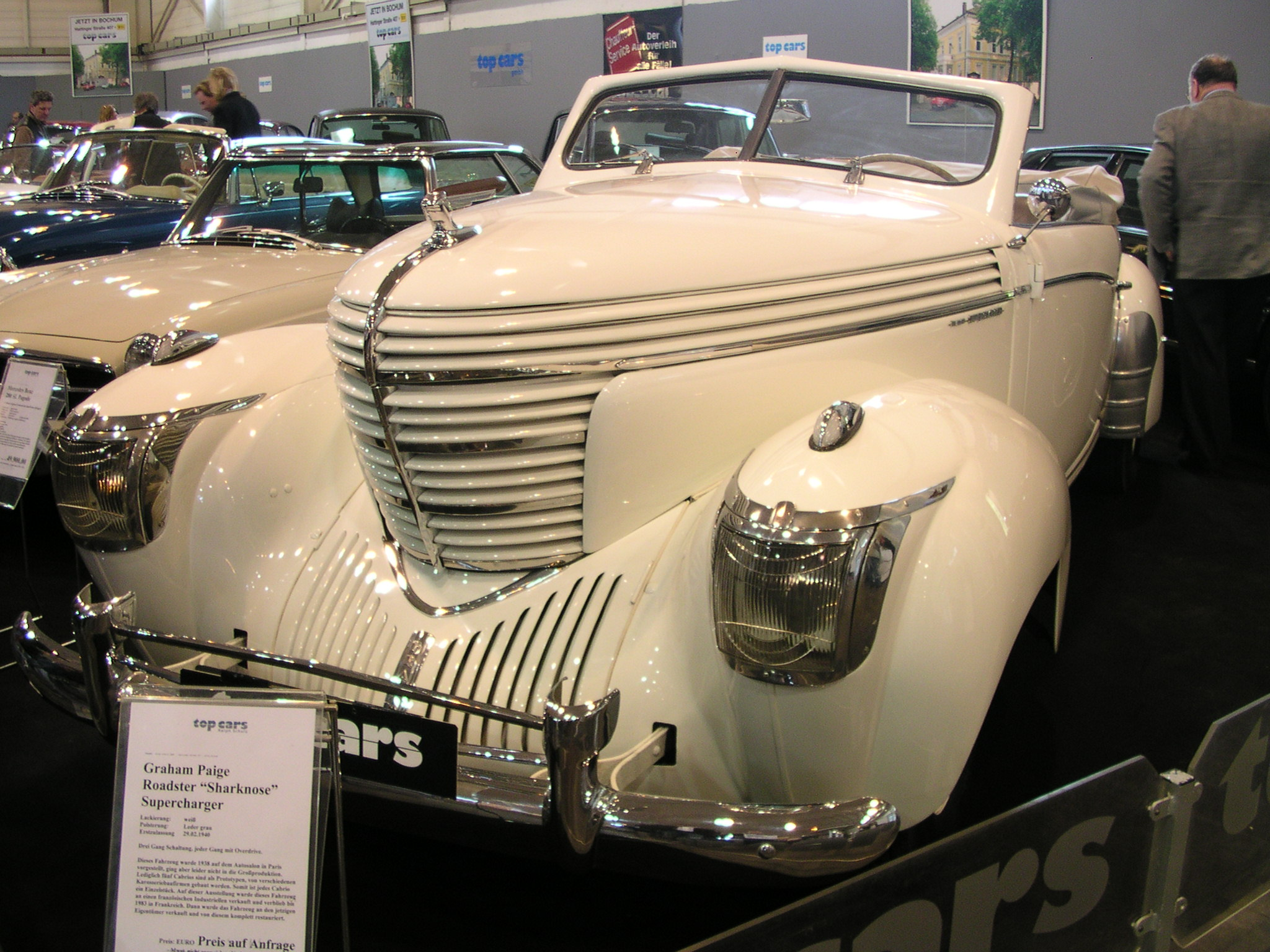
Graham-Paige Sharknose (nariz de tiburón)

En 1927, con el sindicato bancario que controlaba Dodge tratando de vender la empresa, los hermanos Graham decidieron entrar en el negocio de la fabricación de automóviles por su cuenta. En 1927, compraron la Paige-Detroit Motor Company, fabricante de los automóviles Paige y Jewett, por 3,5 millones de dólares. Joseph se convirtió en presidente, Robert en vicepresidente y Ray en secretario-tesorero de la empresa.
La oferta inicial de la compañía incluía una línea de automóviles Graham-Paige con motores de seis y ocho cilindros. Durante un tiempo se ofreció una línea de camionetas livianas con el nombre de Paige, que pronto se suspendió cuando Dodge les recordó a los Graham el acuerdo de no competencia que habían firmado como parte de la venta de Graham Brothers Company. Grahams se ganó una reputación de calidad y las ventas aumentaron rápidamente. También obtuvo cierto éxito en las carreras de automóviles, lo que ayudó a impulsar las ventas. El logotipo de la compañía Graham incluía los perfiles de los tres hermanos y se usó como insignia en los coches, incluidas las lentes de las luces traseras.
Graham-Paige fabricó la mayoría de sus propias carrocerías y motores. Los hermanos Graham habían resuelto el problema del suministro de carrocerías que Paige arrastraba de mucho tiempo atrás al comprar la Wayne Body Company de Wayne (Míchigan) y expandir la fábrica junto con otras plantas de carrocerías. No disponían de fundición y contrataron a Continental para estos servicios relacionados con sus motores. Algunos modelos utilizaron motores de serie Continental. El propio departamento de ingeniería de Graham-Paige diseñó la mayoría de los motores utilizados en sus propios automóviles. Con frecuencia se dice incorrectamente que los automóviles "Spirit of Motion" de 1938-1940 y los modelos Hollywood utilizaban motores Continental. Después de la Segunda Guerra Mundial, Continental produjo una versión menor del motor de 217 pulgadas cúbicas (3,6 L) de desplazamiento de Graham-Paige utilizado en los modelos mencionados anteriormente. Estos motores se utilizaron en los automóviles Kaiser y Frazer de la posguerra.
Inicialmente, Graham-Paige resistió bien el inicio de la Gran Depresión, pero las ventas cayeron a medida que avanzaba la década. Los modelos de 1932 fueron diseñados por Amos Northup. Este diseño en particular se ha señalado como el "diseño individual más influyente en la historia de la automoción". El nuevo motor de 8 cilindros se llamó "Blue Streak". Sin embargo, la prensa y el público rápidamente adoptaron el nombre de "Blue Streak" para los propios coches. El diseño introdujo una serie de ideas innovadoras. El detalle más copiado fueron los guardabarros cerrados, cubriendo así el chasis del barro y la suciedad acumulada en la parte inferior. El adorno del capó se movió hacia abajo, pero luego se modificó para colocarse encima y terminar en la base del parabrisas.
Para la ingeniería, el voladizo trasero en el bastidor del chasis se eliminó mediante la adopción de un diseño en forma de 'banjo'. A diferencia de la práctica contemporánea, el eje trasero se situó a través de grandes aberturas a ambos lados del bastidor, con amortiguadores de goma para absorber cualquier impacto. Esto a su vez permitió una carrocería más ancha. Para ayudar reducir la altura del automóvil, los resortes traseros se montaron en los lados exteriores del marco del chasis y no por debajo. Esta idea fue finalmente copiada por otros fabricantes, como por ejemplo Chrysler en 1957.
Para 1934, Graham presentó un sobrealimentador accionado por cigüeñal, diseñado internamente por el ingeniero jefe asistente de Graham, Floyd F. Kishline. Al principio se ofreció solo en los mejores modelos de ocho cilindros, pero cuando estos se eliminaron en 1936, el sobrealimentador se adaptó a los motores de seis cilindros. Con el paso de los años, Graham produciría más automóviles sobrealimentados que cualquier otro fabricante de automóviles, hasta que Buick superó este registro en la década de 1990.
En 1935, el estilo "Blue Streak" se estaba quedando bastante anticuado. Un rediseño de los extremos delantero y trasero para 1935 resultó ser un desastre, haciendo que los coches parecieran más altos y estrechos. Al no tener dinero para producir carrocerías nuevas, Graham firmó un acuerdo con Reo Motor Car Company para comprarlas, pagando a Reo 7,50 dólares en derechos por cada carrocería construida por Hayes. Los motores tenían nuevas camisas completas con circulación de agua. Graham agregó un nuevo estilo frontal y detalles revisados a estas carrocerías para crear los Graham de 1936 y 1937.
Amos Northup de Murray Body fue contratado con el fin de diseñar un nuevo modelo para 1938, pero murió antes de terminar el trabajo, y se cree que los ingenieros de Graham completaron el diseño final. El nuevo Graham de 1938 se presentó con el eslogan "Spirit of Motion". Los guardabarros, las aberturas de las ruedas y la rejilla parecían estar avanzando. El diseño fue ampliamente elogiado en la prensa estadounidense y por los diseñadores estadounidenses. También ganó el prestigioso Concours D'Elegance de París, Francia, y obtuvo premios en el Prix d'Avant-Garde en Lyon, en el Prix d'Elegance en Burdeos y en el Grand Prix d'Honneur en Deauville, todos en Francia. Su parrilla recortada más tarde le dio al automóvil el nombre de "nariz de tiburón", que parece tener orígenes en la década de 1950. Sin embargo, el nuevo estilo se convirtió en un completo fracaso de ventas. Las estimaciones más fiables, de publicaciones periódicas, sugieren que la producción total de los 3 años de estos coches se situó finalmente entre las 6000 y las 13.000 unidades. Con esta baja producción, Graham pasó serios apuros durante 1939 y 1940.

### Empresa conjunta
Desesperado por una apuesta a todo o nada difícilmente reconducible, Graham se vio obligada a realizar un trato con Hupp Motor Co. a finales de 1939. Según el trato, la empresa que se tambaleaba llegó a un acuerdo con Hupmobile para fabricar coches basados en los troqueles de carrocería de los deslumbrantes Gordon Buehrig 810/812 diseñado por Cord. En un esfuerzo por permanecer en el negocio, Hupp había adquirido las matrices Cord, pero carecía de los recursos financieros para construir el automóvil. El Skylark de Hupp tenía un precio de 895 dólares y solo se construyeron alrededor de 300.
Graham acordó construir el Hupmobile Skylark por contrato, mientras recibía los derechos para usar los distintivos troqueles de Cord para producir un automóvil similar propio, que se llamaría Hollywood. El llamativo Skylark/Hollywood se diferenciaba del Cord desde el capó y  los guardabarros delanteros rediseñados, y utilizaba faros delanteros convencionales, ideados por el diseñador automotriz John Tjaarda, conocido por su concepción del Lincoln-Zephyr. El capó más largo del Cord no era necesario, ya que las versiones Hupp y Graham eran de tracción trasera. Esto también requirió modificar el suelo de la carrocería para alojar el eje de transmisión. Graham eligió la forma de sedán Beverly de cuatro puertas para el Hollywood en lugar del convertible de dos puertas, ya que querían que fuera un automóvil popular de mercado masivo.

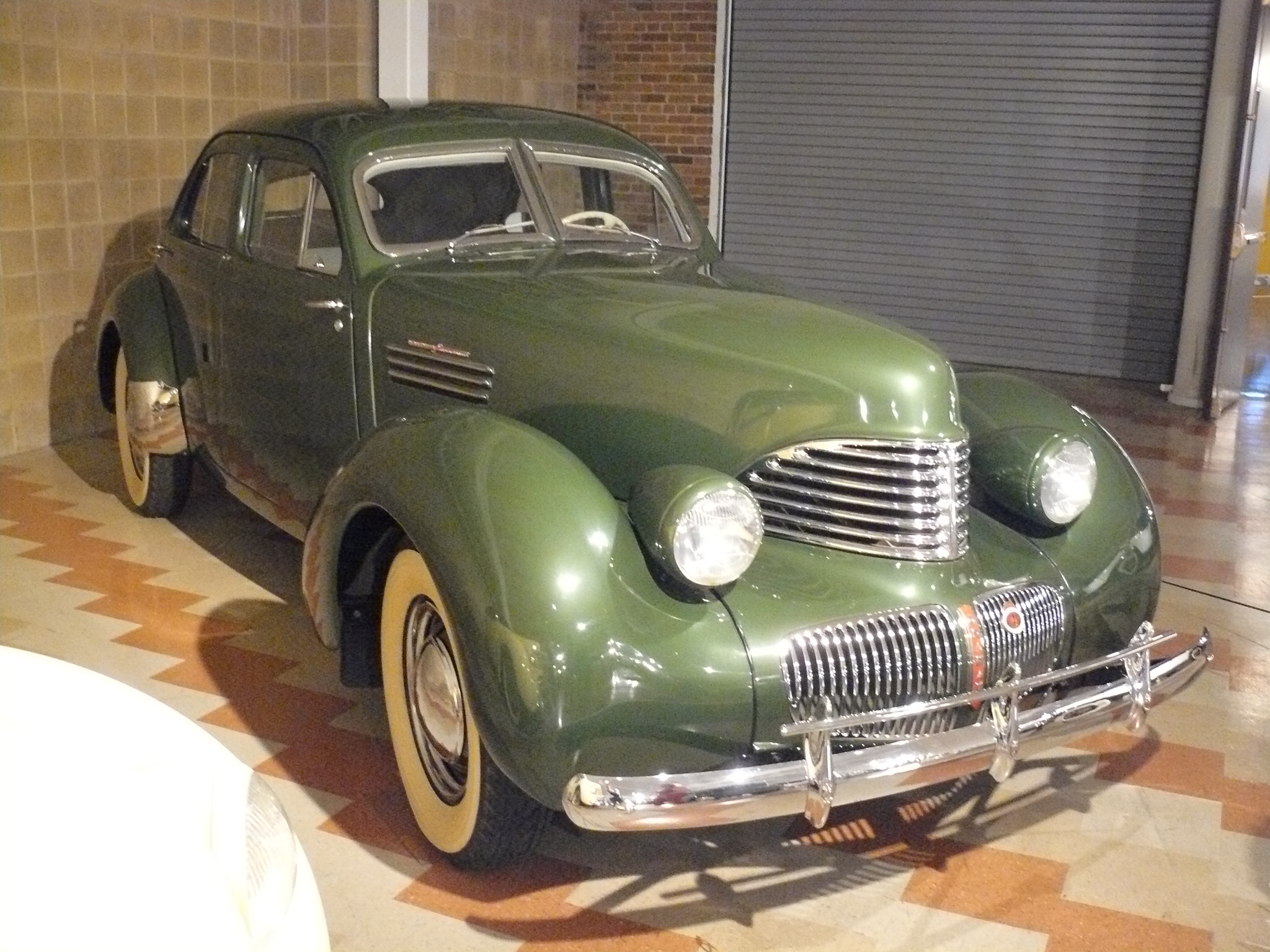
Graham Hollywood Sobrealimentado (1941)

Ambas versiones utilizaron motores de seis cilindros. El Skylark estaba impulsado por un motor Hupp de 245 plg³ (4014,8 cm³); el Hollywood estaba disponible con un motor estándar de 218 plg³ (3572,4 cm³) y una versión sobrealimentada opcional, ambos fabricados por Graham-Paige. Si bien se construyeron unos 1500 Hollywood, este modelo no pudo detener la caída de la compañía. Después de su presentación pública, llegaron los pedidos. Sin embargo, las dificultades de fabricación provocaron meses de retraso antes de que comenzaran las entregas. Tener carrocerías finalmente construidas por el carrocero Hayes tampoco solucionó los problemas acumulados. Los clientes se cansaron de esperar y la mayoría de los pedidos fueron cancelados. A pesar de la entusiasta respuesta inicial del público, el automóvil terminó siendo un fracaso para el departamento de ventas de Graham y Hupmobile peor que los respectivos modelos anteriores de cualquiera de las dos firmas. La empresa suspendió la fabricación en septiembre de 1940, solo para reabrir su planta de producción de material militar para la Segunda Guerra Mundial.

### Posguerra
La compañía reanudó la producción de automóviles en 1946, produciendo un automóvil nuevo de aspecto moderno, el Frazer 1947, llamado así por el nuevo presidente de Graham-Paige, Joseph Frazer, en asociación con Henry John Kaiser. También comenzó la producción de equipos agrícolas con el nombre de Rototiller. En agosto de 1945, Graham-Paige anunció planes para reanudar la producción bajo el nombre de Graham, pero el plan nunca se materializó. El 5 de febrero de 1947, los accionistas de Graham-Paige aprobaron la transferencia de todos sus activos automotrices a Kaiser-Frazer, una compañía automotriz formada por Frazer y Kaiser, a cambio de 750.000 acciones de Kaiser-Frazer y otras compensaciones. Las instalaciones de fabricación de Graham en Warren Avenue se vendieron a Chrysler, que utilizó las plantas primero para la producción de carrocerías y motores DeSoto, y finalmente para el ensamblaje del Imperial para los modelos de los años 1959, 1960 y 1961.

### Legado automotriz
En 1952, Graham-Paige eliminó la palabra "Motors" de su nombre y se diversificó hacia la actividad inmobiliaria, y bajo la dirección de Irving Mitchell Felt, compró propiedades como el Circuito Roosevelt de caballos trotones en Nueva York, y en 1959 una participación mayoritaria en el antiguo Madison Square Garden (el construido en 1925). En 1962, la empresa cambió su nombre a Madison Square Garden Corporation, que luego sería absorbida por Gulf & Western Industries. Actualmente, el Madison Square Garden es parte de Madison Square Garden, L.P., cuya participación mayoritaria pertenece a Cablevision Systems Corporation.

## Imágenes

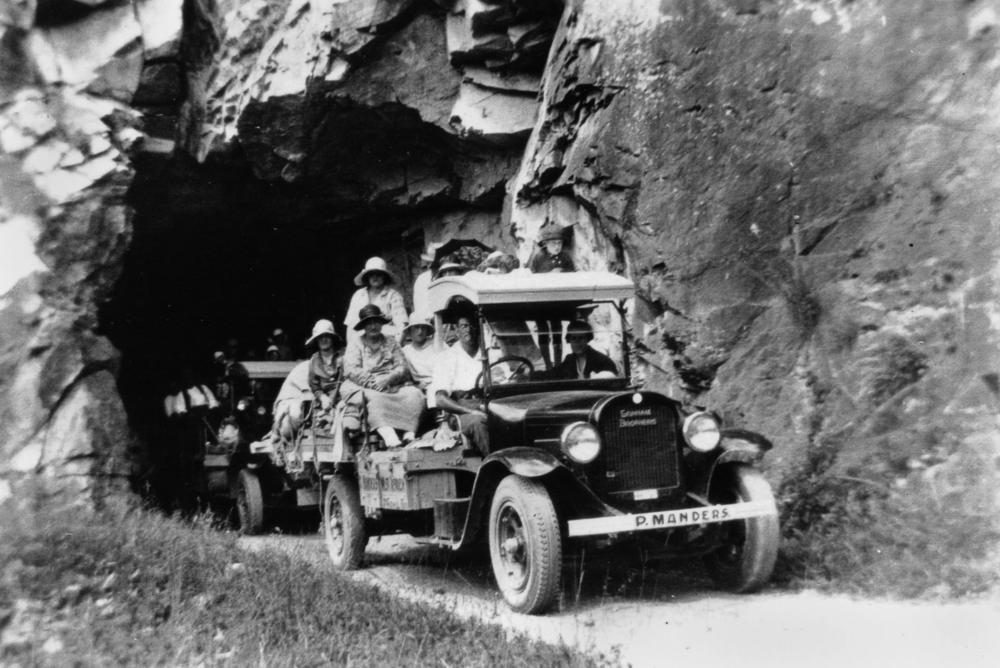
Camión Graham Brothers
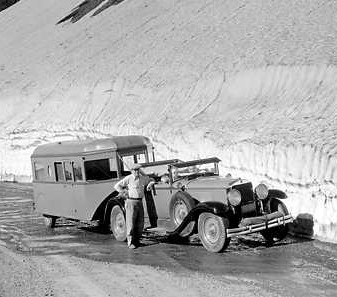
Graham-Paige con una caravana móvil en el Parque nacional de los Glaciares; diciembre de 1933
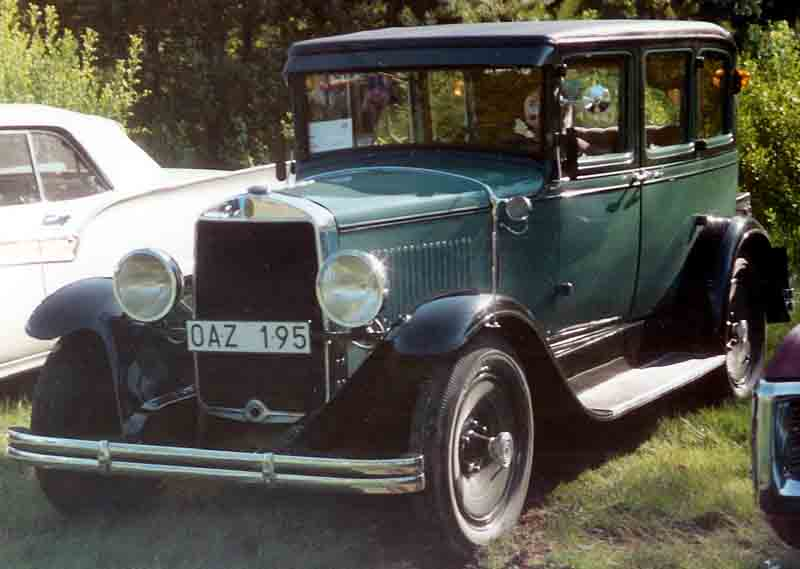
Graham-Paige Modelo 610 4-puertas Sedán de 1928
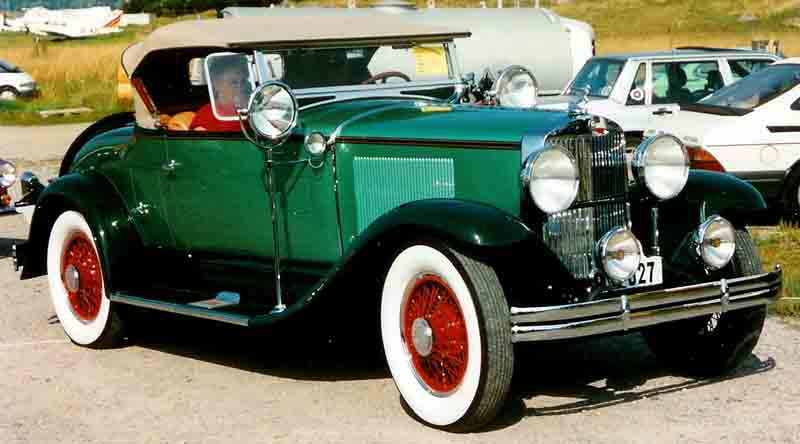
Graham-Paige Modelo 827 Roadster de 1929
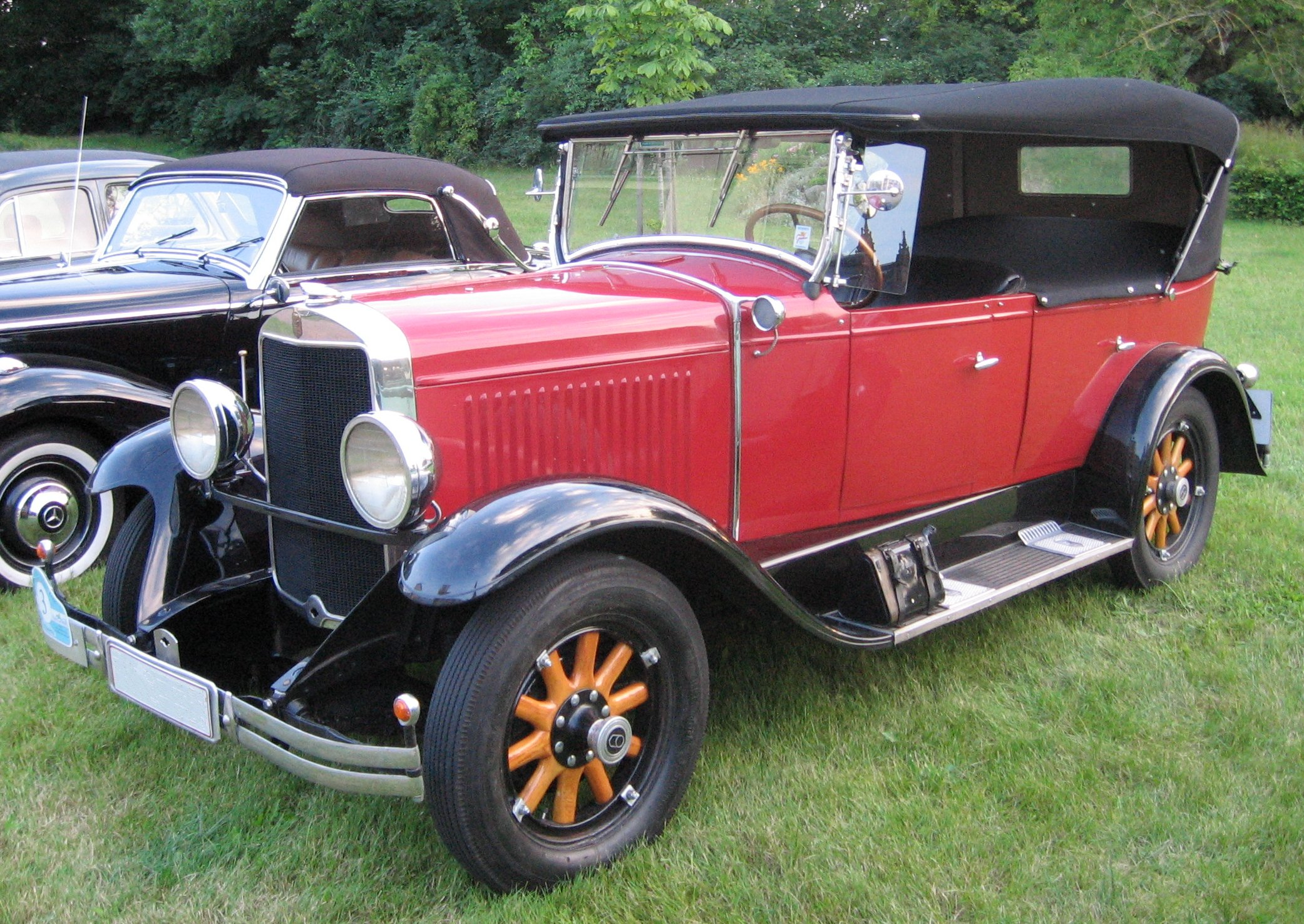
Graham Paige 612 Tourer de 1929
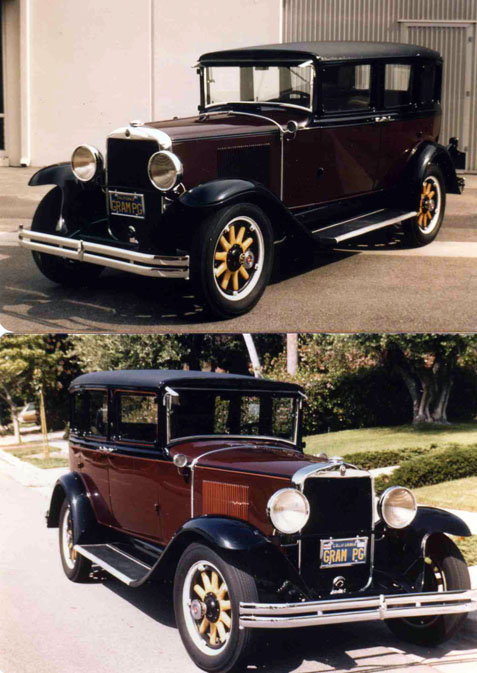
Graham-Paige Modelo 612 de 1929 restaurado
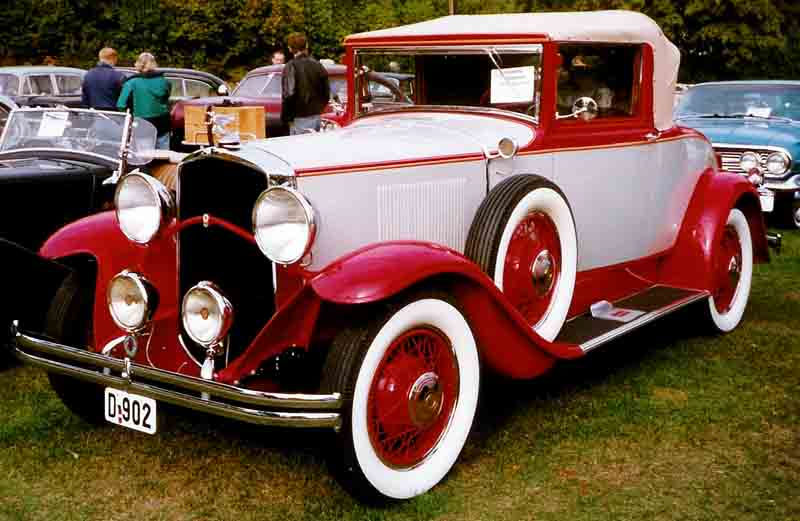
Graham Convertible Cupé de 1930
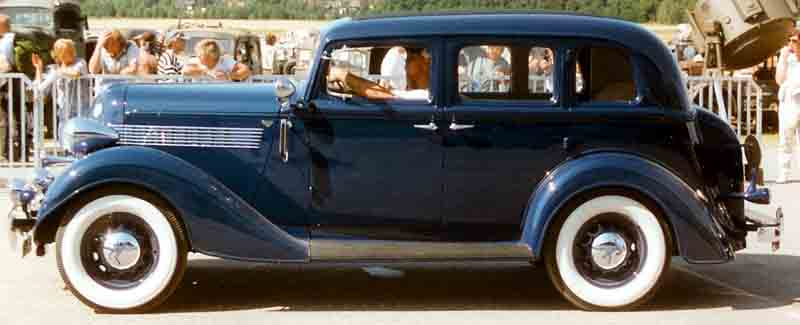
Graham Modelo 80A Crusader 4-puertas Touring Sedán de 1936
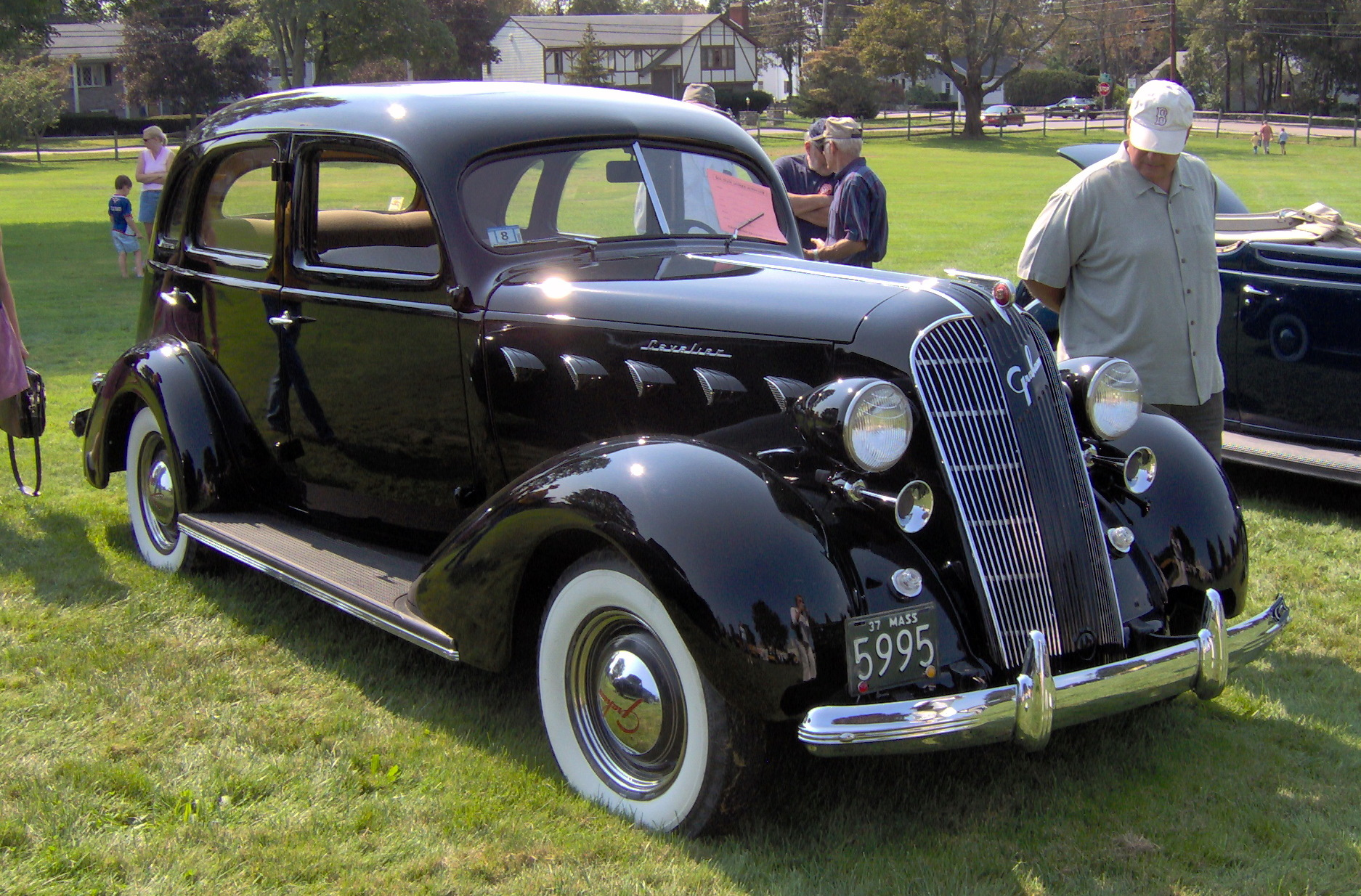
Graham Cavalier de 1937
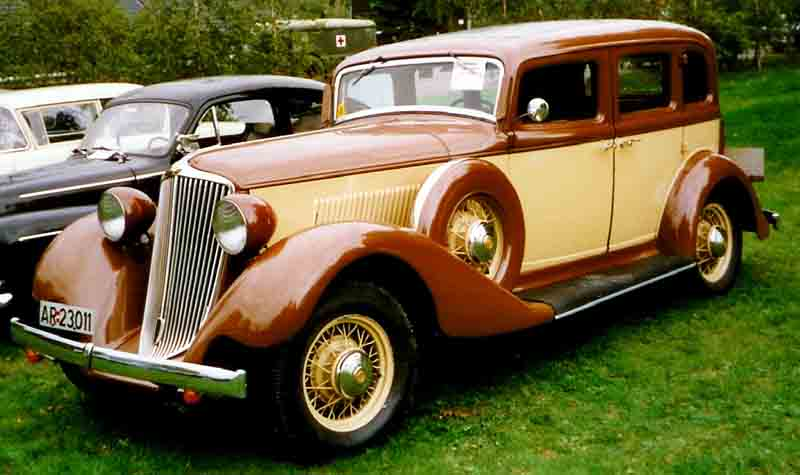
Graham Bluestreak 4-puertas Sedán de 1932
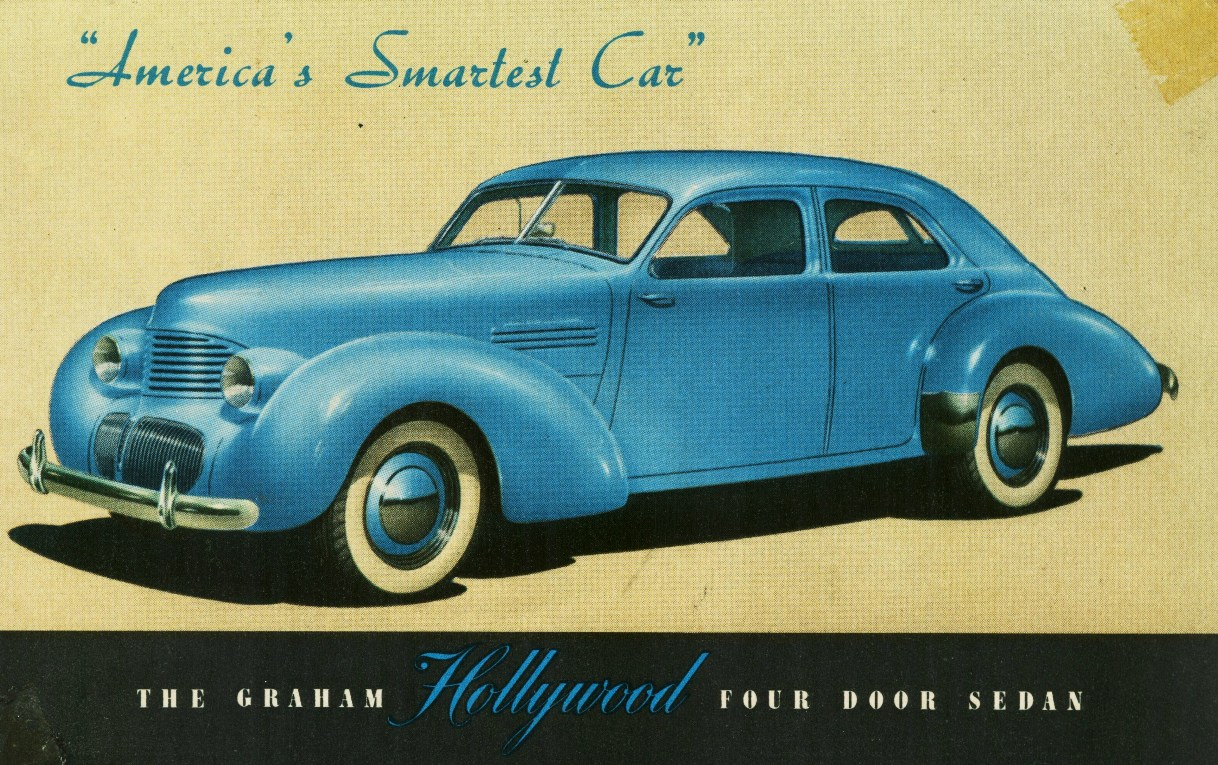
Anuncio del Graham Hollywood, 1940
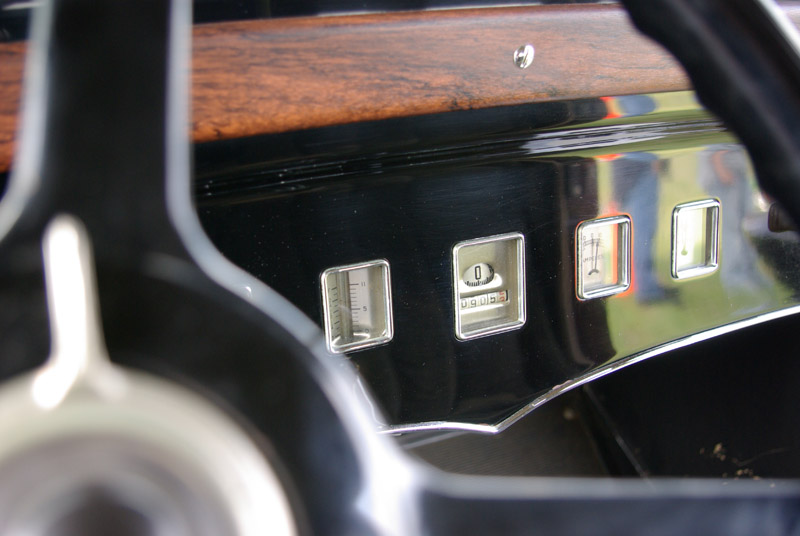
Panel de instrumentos de un Modelo 613
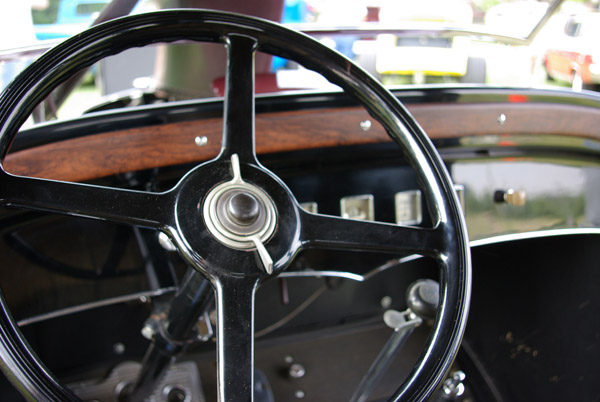
Columna de dirección de un modelo 613. Una palanca en el centro controla los faros, la otra es el acelerador de mano
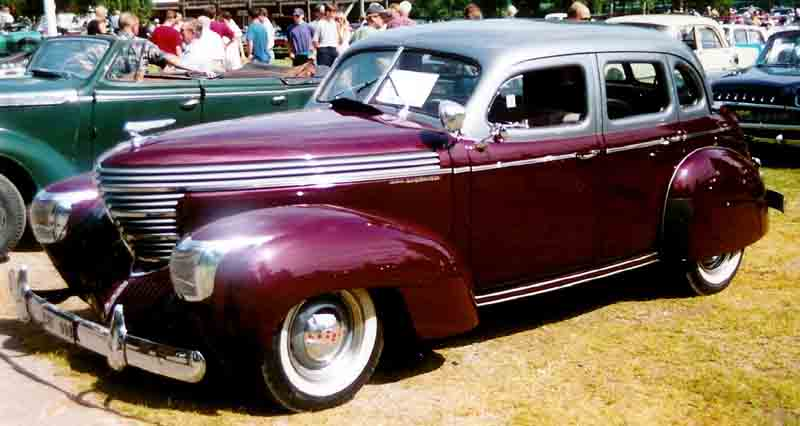
Graham Modelo 97 Supercargador 4-puertas Sedán de 1939 "Spirit of Motion", más tarde apodado "Sharknose"
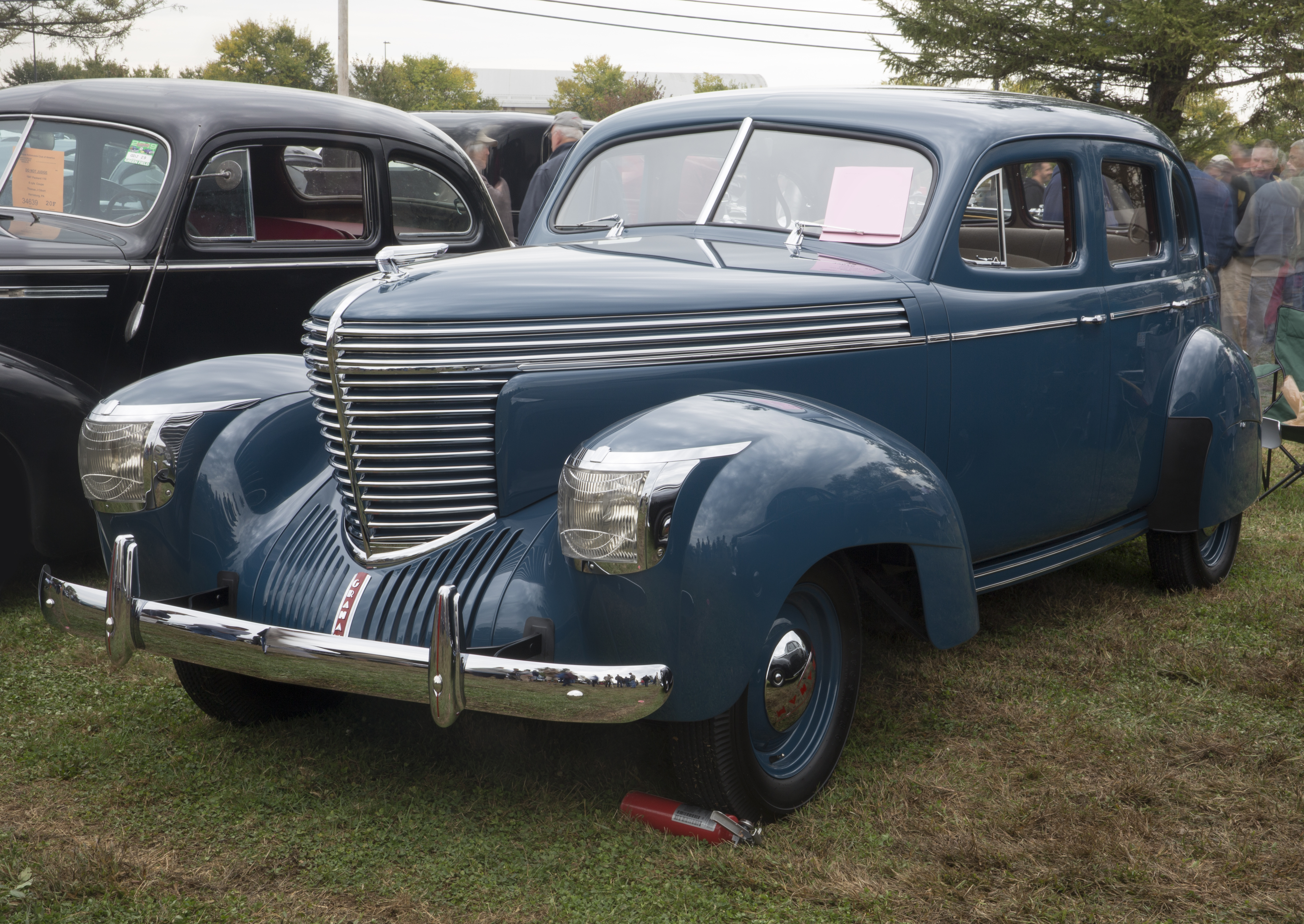
1940 fue el último año para el Graham "Sharknosed" (Modelo 107)
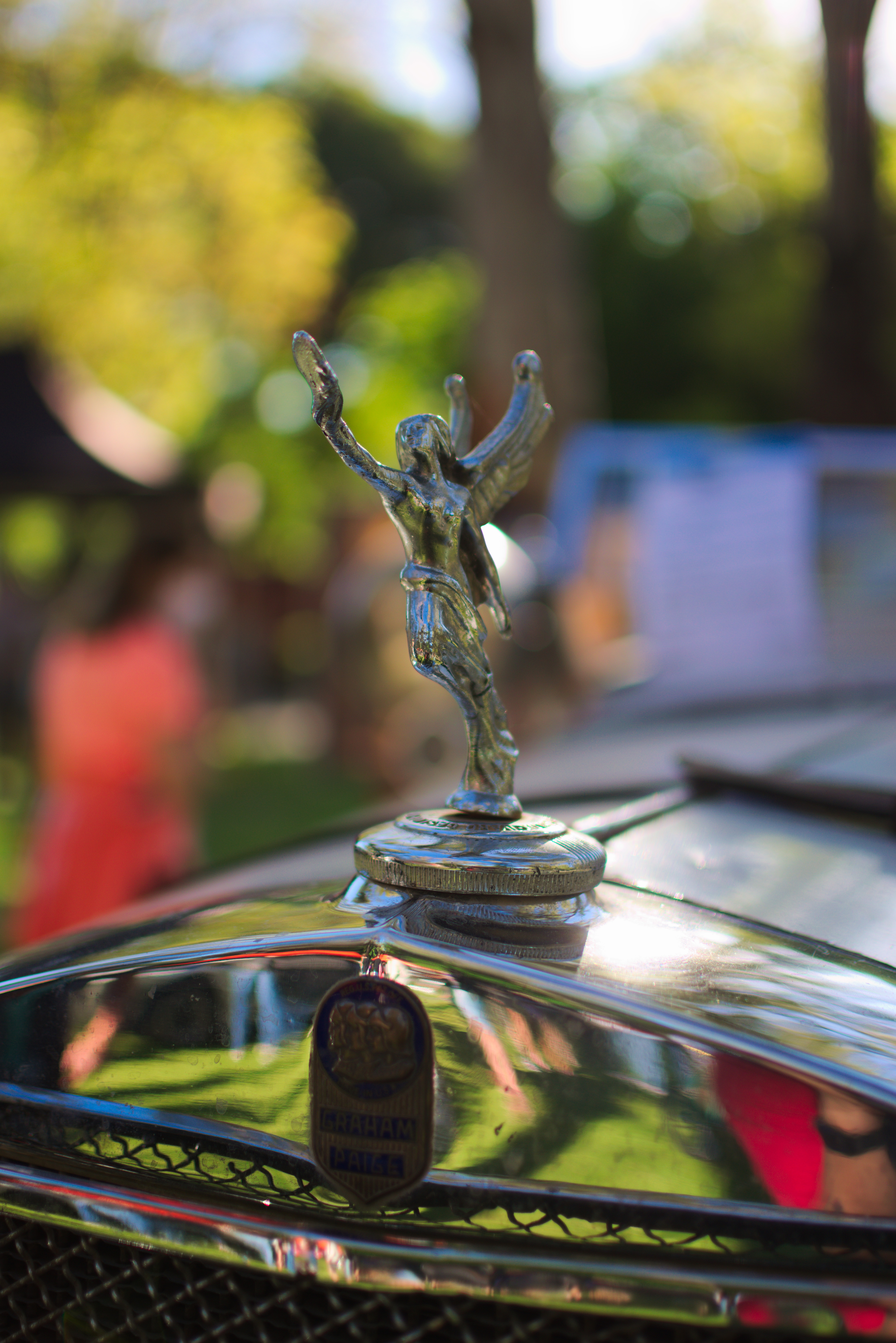
Estatuilla de un automóvil Graham-Paige en una exposición de autos antiguos